# Santiago Mare
Santiago Mare (Buenos Aires, 21 de outubro de 1996) é um jogador de rugby sevens argentino.

## Carreira
Mare integrou Seleção Argentina de Rugby Sevens nos Jogos Olímpicos de Verão de 2020 em Tóquio, quando conquistou a medalha de bronze após derrotar a equipe britânica por 17–12.